# Torpeda 53-56
Torpeda 53-56 – radziecka torpeda parogazowa przeznaczona do uzbrojenia okrętów nawodnych i podwodnych.
Torpeda kalibru 533 mm o wadze około 2000 kg miała głowicę bojową zawierającą 400 kg materiału wybuchowego.

## Wersje

### 53-56
W użyciu od 1956. Paliwem była nafta, utleniaczem tlen ze zbiornika w przedniej części kadłuba. Mogła rozwinąć prędkość 50 węzłów. Zasięg przy tej prędkości wynosił 8 km (4,3 mili morskiej). Przy prędkości zredukowanej do 40 węzłów zasięg wzrastał do 13 km (7 mil morskich).

### 53-56 V
Uproszczona wersja wdrożona w 1964, w której zamiast tlenu używano powietrza, zmagazynowanego w tym samym zbiorniku (V oznaczało wozdusznaja – powietrzna). Zasięg torpedy zmniejszył się do 4 km przy prędkości 50 w lub 8 km przy prędkości 40 w.

### 53-56 VA
Wdrożona w 1966 roku była wersją samonaprowadzającą się akustycznie w śladzie torowym celu. Jej prędkość wynosiła 29 węzłów.
Wersje V i VA produkowane były tylko na eksport.